# Antónov
Antónov és un fabricant d'aeronaus ucraïnès d'origen soviètic, que té experiència en la construcció d'avions molt grans. L'empresa s'anomena en honor d'Oleg Antónov, el seu fundador i dissenyador de l'An-2, An-24, An-22, entre d'altres.

## Llista d'aeronaus

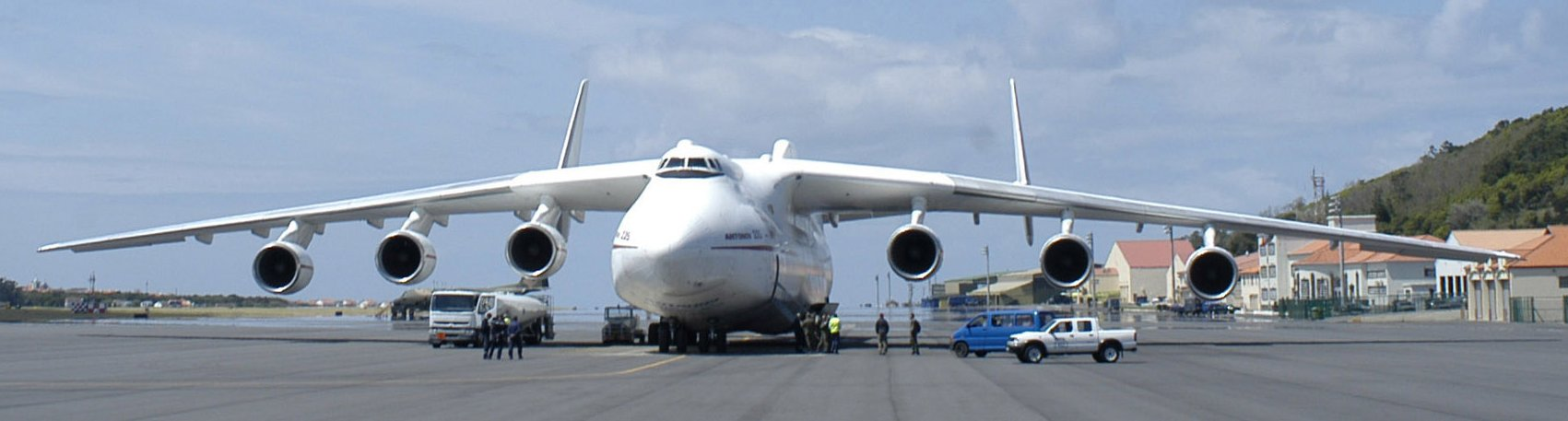
L'An-225 és l'avió operatiu més gran.

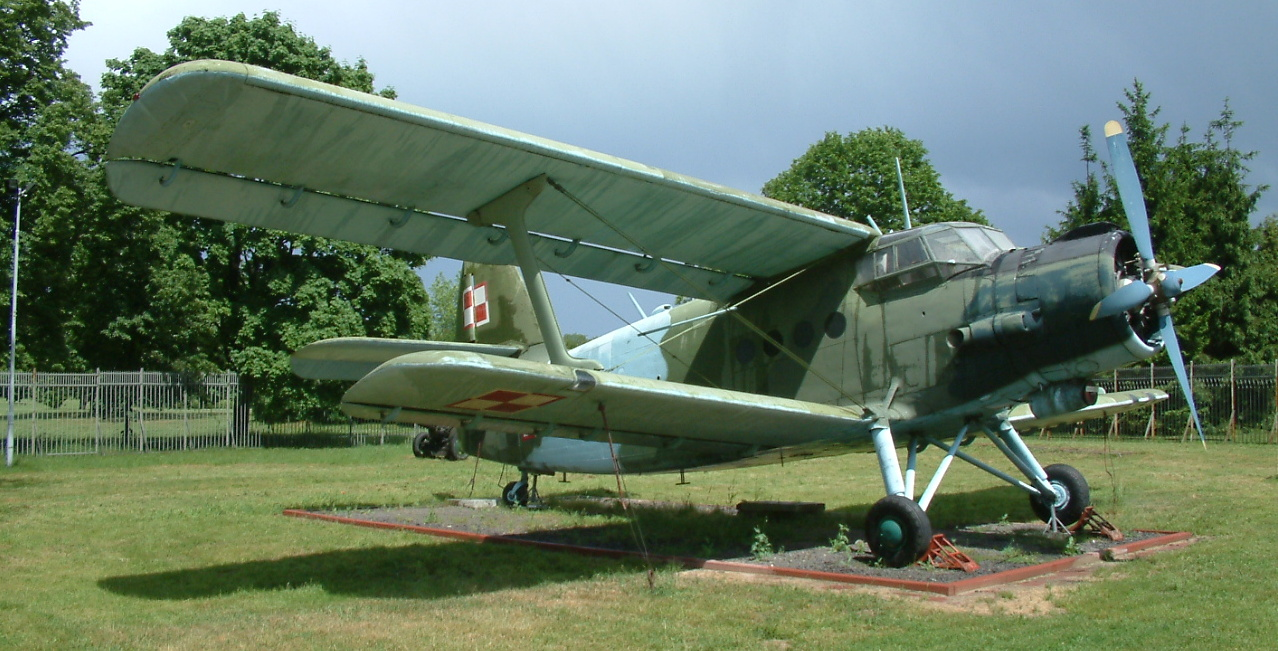
L'An-2.